# Luna County
Luna County är ett administrativt område i delstaten New Mexico, USA. År 2010 hade countyt 25 095 invånare. Den administrativa huvudorten (county seat) är Deming.

## Geografi
Enligt United States Census Bureau så har countyt en total area på 7 679 km². 7 679 km² av den arean är land och 0 km² är vatten.

### Angränsande countyn
- Sierra County, New Mexico - nordöst
- Doña Ana County, New Mexico - öst
- Grant County, New Mexico - väst
- Hidalgo County, New Mexico - väst

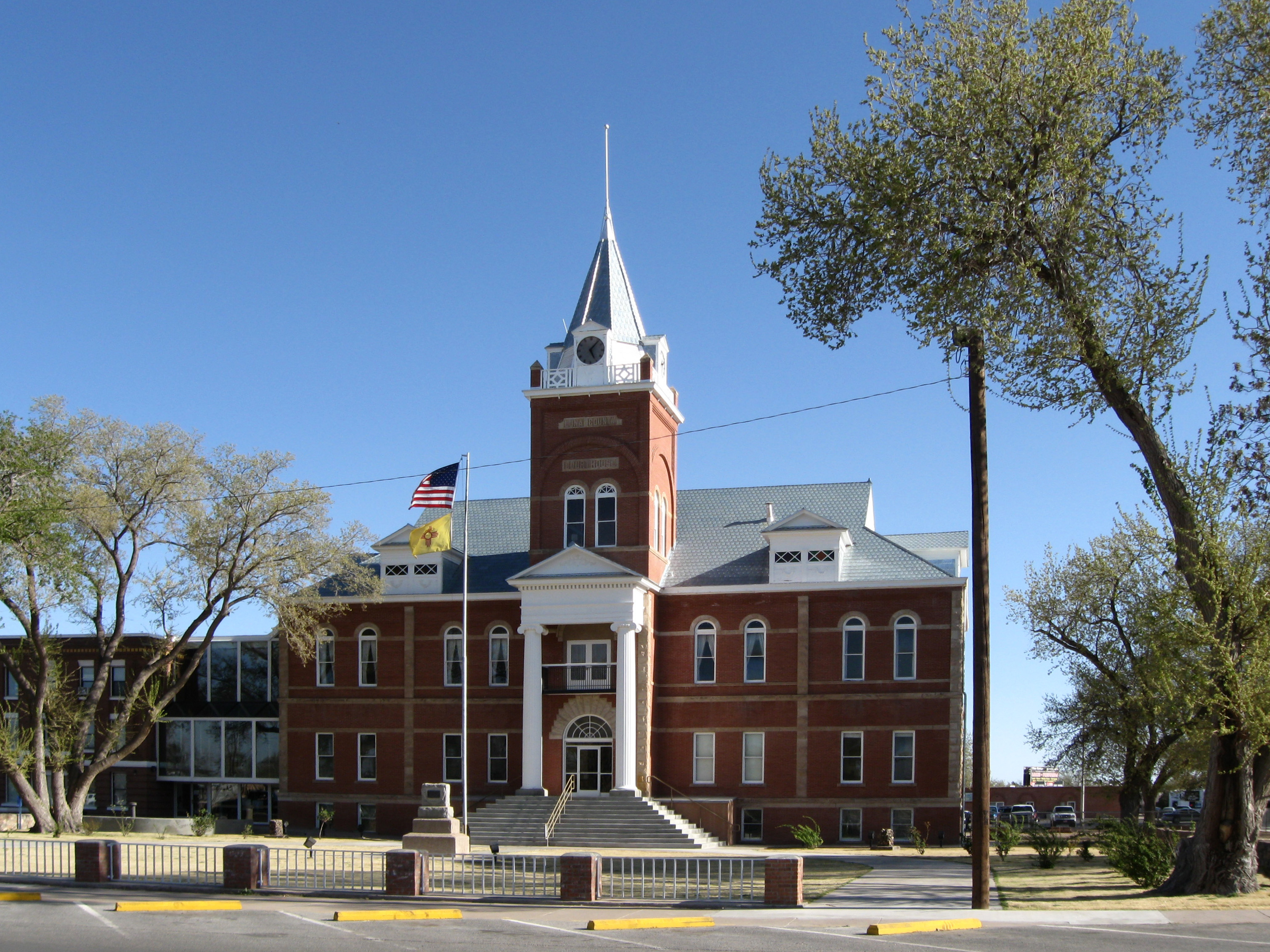
Luna County Courthouse i Deming.

- gränsar till Mexiko i syd